# Bruno Capra
Bruno Capra (Bolzano, 13 agosto 1937 – Bologna, 18 maggio 2025) è stato un calciatore italiano, di ruolo difensore.

## Carriera
Iniziò la carriera nella sua città, in Serie C, per poi passare al Bologna, nelle cui file giocò per 10 anni, vincendo lo scudetto 1963-1964. Fu utilizzato anche nella finale-spareggio con l'Inter, giocata a Roma e vinta 2-0 dalla squadra petroniana. Fulvio Bernardini, allenatore degli emiliani, lo schierò a sorpresa come ala sinistra al posto dell'infortunato Ezio Pascutti e la mossa si rivelò vincente: quel ruolo, allora chiamato "ala tattica", sorprese gli avversari e le sue discese portarono all'insperato successo dei bolognesi sui nerazzurri di Helenio Herrera, freschi vincitori della Coppa dei Campioni, ottenuta battendo il Real Madrid.
In seguito Capra si trasferì al Foggia, dove concluse la sua parabola agonistica.

## Palmarès

### Club

#### Competizioni nazionali
- Campionato italiano: 1

Bologna: 1963-1964